# Брюхово (Далматовський район)
Брю́хово (рос. Брюхово) — присілок у складі Далматовського району Курганської області, Росія. Входить до складу Уксянської сільської ради.
Населення — 32 особи (2010, 65 у 2002).
Національний склад станом на 2002 рік: росіяни — 69 %.